# Église de Maria Santissima Assunta in Cielo
 (septembre 2024).
L'église de Maria Santissima Assunta in Cielo est une église historique de Naples ; elle est située dans le quartier périphérique nord de Miano.

## Histoire et description
L'église a probablement été construite au XIIIe siècle et a subi des rénovations continues jusqu'au début du XXe siècle.
La façade du XIXe siècle de style néoclassique avec deux ordres, ionique et composite, conserve le portail du XVIIe siècle en piperno. Sur les côtés du portail se trouvent deux niches qui abritent les statues en stuc des saints Pierre et Paul du XIXe siècle, tandis qu'au-dessus se trouve un médaillon en stuc de l'Assomption. L'intérieur comporte trois nefs, avec un transept surmonté au milieu par la coupole et l'abside. Les voûtes et la coupole ont été peintes à la détrempe par le peintre mianais Gaetano Bocchetti  entre les années 1920 et 1930. Les autels en marbre polychrome que l'on peut admirer dans toute l'église sont d'une facture remarquable, notamment l'autel majeur, au-dessus duquel se trouve un petit temple qui abrite une précieuse statue en bois de l'Assomption du XVIIIe siècle. Autre œuvre remarquable, un tabernacle Renaissance du XVIe siècle en marbre blanc, orné d'un bas-relief représentant les symboles de la Passion et des têtes d'anges.

## Articles liés
- Naples
- Miano
- Églises de Naples